# Nuclei mediani
Die Nuclei mediani stellen neben den Nuclei intralaminares die zweite große Gruppe von Hirnkernen des unspezifischen Thalamus (Truncothalamus) dar. Ihre Aufgaben sind weitgehend unbekannt. Jedoch bestehen enge Verbindungen sowohl zum olfaktorischen als auch zum limbischen System.
Die Kerngruppe liegt periventrikulär unterhalb des dritten Ventrikels und reicht vom Foramen interventriculare bis zur Commissura epithalamica. Die Nuclei mediani erhalten ihre Afferenzen vom Riechhirn, Corpus amygdaloideum und Hippocampus. Efferenzen projizieren in den gesamten Archi- und Palaeocortex.
An einzelnen Kernen sind Nucleus parataenialis,  Nucleus paramedianus, Nucleus commissuralis und Nucleus endymalis (reuniens) identifiziert.